# Stjepan Mesić
Stjepan »Stipe« Mesić (Orahovica, 24. prosinca 1934.) hrvatski je političar i drugi predsjednik Republike Hrvatske u dva mandata od 19. veljače 2000. do 18. veljače 2010. godine. Obnašao je dužnosti predsjednika prve vlade Republike Hrvatske od svibnja do kolovoza 1990., predsjednika drugog saziva Hrvatskog sabora od 1992. do 1994. i predsjednika predsjedništva SFRJ od listopada do prosinca 1991. (konkurentno je obnašao i dužnost Glavnog tajnika Pokreta nesvrstanih).
Mesić je bio zastupnik u Hrvatskom saboru u 1960-im godinama. Nakon isteka svoga mandata napustio je politiku sve do 1990. godine, kada je postao članom Hrvatske demokratske zajednice (HDZ), a potom i hrvatski premijer. Sabor Republike Hrvatske izabrao ga je za hrvatskog člana predsjedništva SFRJ, zbog čega je napustio premijersku dužnost, otišao u Beograd, a zatim 1991. godine postao i posljednjm predsjednikom predsjedništva SFR Jugoslavije. Godine 1992. izabran je za predsjednika Sabora Republike Hrvatske. Godine 1994. napustio je HDZ s istomišljenicima i osnovao stranku Hrvatski nezavisni demokrati (HND). Kasnije je većina članova HND-a, uključujući Mesića, prešla u Hrvatsku narodnu stranku (HNS).
Kada je Franjo Tuđman preminuo u prosincu 1999. godine, Mesić je u drugome krugu glasovanja 2000. godine izabran za predsjednika Republike Hrvatske. Na taj je položaj ponovno izabran u siječnju 2005. godine.

## Rane godine
Mesić je rođen u slavonskom mjestu Orahovici. Gimnaziju je pohađao u Osijeku i Požegi, a diplomirao je pravo na Sveučilištu u Zagrebu. Nakon studija, Mesić je radio u Orahovici i Našicama. Odslužio je vojsku, položio pravosudni ispit i radio kao općinski sudac. Oženio se Milkom rođ. Dudunić, i dobili su dvije kćeri.
S cijelom je obitelji preselio u Zagreb i godine 1964. postao direktor sektora općih poslova u poduzeću Univerzal Corporation, te je svojom voljom postao član Saveza komunista Jugoslavije (partijska podružnica: Savez komunista Hrvatske).
Godine 1966. izabran je kao neovisan građanin u Općinsko vijeće Orahovice, pobijedivši kandidate iz Saveza komunista te iz Socijalističkog saveza radnog naroda. Godine 1967. postao je gradonačelnik Orahovice, i član ondašnjega Sabora SR Hrvatske.
Pokrenuo je građenje prve privatne tvornice u Jugoslaviji, pa ga je Tito optužio da potiho uvodi kapitalizam (nezakonit po Ustavnom poretku).
Poslije donošenja "Deklaracije o položaju i imenu hrvatskoga jezika" 1967. godine, Mesić ju je javno osudio u govoru pred Saborom, gdje je njene sastavljače prozvao kao: "političke diverzante koji razaraju temelje Jugoslavije", i pozvao da ih se kazneno progoni na sudu. Ipak, u 1970-ima Mesić je podržao Hrvatsko proljeće, pa je optužen zbog "neprijateljske propagande" i osuđen na godinu dana zatvora. Suđenje je trajalo 3 dana, a od 55 svjedoka samo je 5 svjedočilo protiv njega. Nakon priziva, proces se odužio do 1975., kada je odslužio godinu dana u zatvoru u Staroj Gradiški.

## Prvi višestranački izbori, raspad SFRJ, domovinski rat
Izabran je 1990. kao kandidat HDZ-a na prvim višestranačkim izborima u Hrvatskoj nakon 2. svj. rata. Postao je premijer Hrvatske, i na toj funkciji bio od svibnja do kolovoza 1990.. Ipak, ubrzo je dao ostavku kako bi bio izabran u federativno predsjedništvo, gdje je prvo bio potpredsjednik.
Predsjednici su se godišnje automatski izmjenjivali po ključu republika/pokrajina. Kad je bio red da Mesić bude predsjednik, srpski član predsjedništva Borisav Jović tražio je glasovanje. 4 člana (Srbija, Crna Gora, Vojvodina, Kosovo) bili su protiv njega, a 4 člana (Hrvatska, Slovenija, Bosna i Hercegovina, Makedonija) bili su za. Posredovanjem Europske zajednice Mesić je ipak postao predsjednik.
Mnogi neovisni promatrači smatraju da je u to doba Mesić osigurao mjesto u povijesti vještim manevriranjem i blokadom velikosrpski nastrojene vrhuške da izvede državni udar, te da je, unatoč mnogim svojim kasnijim problematičnim potezima, u to vrijeme bio pravi čovjek na pravom mjestu.
Kad je Hrvatska proglasila neovisnost, Mesić se vratio u domovinu i dao ostavku na mjesto predsjednika jer SFRJ očigledno više nije postojala. Godine 1992. izabran je u Sabor i postao njegov predsjednik.
Dana 23. svibnja 1994., 2 mjeseca nakon Washingtonskog sporazuma smijenjen je s pozicije predsjednika Hrvatskog Sabora. Neko vrijeme (par dana prije toga) je istupio iz HDZ-a i osnovao novu stranku, Hrvatske nezavisne demokrate. Kao razlog za istup je kasnije navodio protivljenje vladinoj politici prema Bosni i Hercegovini, optužujući Tuđmana da želi podijeliti BiH s Miloševićem. Međutim on je iz HDZ-a istupio tek godinu i pol nakon početka bošnjačko-hrvatskoga sukoba i preko 2 mjeseca od njegovog kraja. Njegov izlazak iz HDZ-a se poklapa s njegovim (i Manolićevim) sukobom sa Šuškovom strujom unutar HDZ-a. Kritizirao je i privatizaciju zbog pljačke i profiterstva. Godine 1995. je sudjelovao na 2. saboru HSP-a, tj. frakcije HSP-a odane Dobroslavu Paragi, na Zagrebačkom velesajmu. Nakon vojno-redarstvene akcije Bljesak Mesić odlazi kod američkog veleposlanika Petera Galbraitha i uspoređuje ju s "etničkim čišćenjem".
Mesić je 1997. zajedno s većim dijelom svoje stranke prešao u Hrvatsku narodnu stranku (HNS) gdje je postao izvršni potpredsjednik stranke.

## Predsjednički mandat

### Prvi predsjednički mandat
Izabran je za predsjednika Hrvatske 2000. godine nakon što je pobijedio u prvom krugu izbora, te u drugom krugu porazio kandidata HSLS-a i SDP-a Dražena Budišu. Mesić je nastupio kao kandidat stranaka HNS, HSS, LS te IDS. Nakon što je postao predsjednik, istupio je iz članstva u HNS-u.
Kritizirao je politiku pokojnog predsjednika Tuđmana kao nacionalističku, bez slobode medija i s lošim gospodarstvom. Na početku svoga prvog mandata odmah se zalagao se za liberalniji pristup kako bi se Hrvatska otvorila stranim investitorima, s manje više uspjeha.
Kao predsjednik tijekom svog prvog mandata, umirovio je 7 hrvatskih generala koji su dvaput pisali otvorena pisma javnosti u kojima su tvrdili da vlast želi kriminalizirati Domovinski rat i da zanemaruje Hrvatsku vojsku. Mesić je tvrdio da časnici na dužnosti ne smiju pisati javna politička pisma bez odobrenja vrhovnog zapovjednika, tj. predsjednika države jer oni njemu izravno odgovaranju po zakonu i ustavu. Oporbene stranke su brzo osudile ovu Mesićevu odluku kao opasan potez za nacionalnu sigurnost Hrvatske, no on je tvrdio da je to bila jedina ispravna odluka koju je mogao donijeti jer se u vojsci neposlušnost ne može tolerirati. Mesić je kasnije umirovio još četiri generala sa sličnim objašnjenjem.
Tokom svoga prvog mandata u vanjskoj politici, predsjednik Mesić se zalaže da Hrvatska postane članica Europske unije i NATO-a. Također je pokrenuo obostrane isprike za moguće ratne zločine s predsjednikom Srbije i Crne Gore, što je dio hrvatske javnosti loše primio. Posebno pozitivno je bio primitak u izraelskom parlamentu (Knesset), koji je bio prvijenac za Hrvatsku. Ondje se ispričao za istrebljenje Židova u NDH tijekom 2. svjetskog rata, te se nakon njegovog govora počinju otvarati izravni diplomatski kanali s Izraelom.

### Drugi predsjednički mandat
U predsjedničkim izborima 2005-e je kao kandidat osam političkih stranaka osvojio skoro polovicu glasova (48,92%). U drugom krugu se suočio s protukandidatkinjom Jadrankom Kosor i pobijedio s gotovo 66% glasova. Njegov drugi petogodišnji mandat istekao je u veljači 2010.

## Angažman nakon prestanka predsjedničkog mandata
Nakon prestanka mandata predsjednika RH, posjetio je više stranih država 2010. godine bio je angažiran u Kirgistanu, na misiji smanjivanja etničkih napetosti u toj zemlji.
Nakon kraja svojeg mandata Stjepan Mesić se politički profilira nešto ljevije, nego je to pokazivao dok je bio u službi. U govoru na okupljanju antifašističkih boraca i njihovih mlađih antifašističkih sljedbenika u Kućibregu (na slovensko - hrvatskoj granici) 2014. godine prigovara tako aktualnim vlastima u Hrvatskoj kojima je na čelu SDP na nedovoljno odlučnoj politici "koja kao da ne zna što bi s antifašizmom, kao da ga se srami, jer joj je desnica nametnula svoje mišljenje da je komunizam zločin ... Komunizam i socijalizam nisu fizički likvidirali ljude na osnovu rasne i nacionalne pripadnosti, a fašizam jest, i to ću uporno ponavljati dokle god sam živ, i nikakva diploma nikome ne daje za pravo da mladima govori kako su fašizam i komunizam isto".

## Ocjene i kritike
Neki analitičari tvrde da predsjednik Mesić premalo djeluje u unutrašnjoj politici, koju je posve prepustio vladi i premijeru. Drugi analitičari pak smatraju da se radi o marioneti stranih režima koji su financirali njegovu kampanju (Mesić nije nikada otkrio financijske izvore svoje kampanje, kao što to nije otkrio niti jedan drugi predsjednički kandidat), kao i o čovjeku koji je na svjedočenju generalu Tihomiru Blaškiću u Haagu iznio niz tvrdnji kojima je implicirao krivnju Hrvatske za rat u Bosni i Hercegovini. Svjedočenje je, unatoč zaštiti, nekoliko puta parcijalno objavljivano u medijima, a nakon što je Domagoj Margetić stavio svjedočenje Stjepana Mesića na internetsku stranicu, premijer Sanader zamolio je predsjednika Mesića da zatraži od suda skidanje oznake tajnosti. Mesić je to prihvatio. Desno orijentirani dio hrvatske političke javnosti je zamjerio predsjedniku Mesiću iznošenje mnogih tvrdnji, koje su označene neistinitima, a njegovi motivi dvojbenima, tim odnosom u očima mnogih nerijetko je proglašavan "izdajnikom". S druge strane, liberalniji dijelovi građanstva (a i šire), pozdravili su njegova nastojanja da preoblikuje Hrvatsku u modernu europsku državu, u kojoj ideja vladavine prava ima središnju ulogu, pri čemu je nužno poći od vlastitih grijeha i promašaja (uključujući tu i zbivanja tijekom Domovinskog rata). Takve ideje, međutim, dočekane su "na nož", dijelom i od onih koji su se plašili za posljedice vlastitih djela tijekom rata u Hrvatskoj i Bosni i Hercegovini.
Mesićev prvi mandat nije bio nabijen poviješću kao što su to bili Tuđmani dani, a i hrvatsko glasačko tijelo je u međuvremenu promijenilo generalnu političku orijentaciju (smanjila se podrška HDZ-u, većinom u korist lijevih stranaka).
Predsjednik Mesić je bio protiv invazije SAD-a na Irak koja se dogodila 2003. bez odobrenja Ujedinjenih naroda, što mu je priskrbilo dodatni ugled kako u domovini, tako i svijetu.[nedostaje izvor] Učinio je primjetan pomak u vanjskopolitičkim odnosima Hrvatske i Libije razmijenivši diplomatske posjete s tamošnjim vođom Moamerom Gadafijem, unatoč negodovanju britanskih i EU diplomata.
Iako su se očekivali problemi u odnosima lijevo orijentiranog Predsjednika Republike i nove Vlade sastavljene od političara desne orijentacije, Mesić se uspješno prilagodio na promjenu vlasti u Hrvatskoj 2003.
-->

Stjepan Mesić, gostujući na Obiteljskom radiju, komentirao je tvrdnje onih koji ga optužuju da je surađivao s Udbom. Mesić je pritom odgovorio: "Pa, ne znam kako bih ja bio suradnik UDBE valjda kad sam bio na izdržavanju kazne u Staroj Gradiški, valjda kad sam se javljao na 150 natječaja, kad su svi ovi seronje normalno radili, normalno zarađivali svoj kruh ili možda stvarno radili za UDBU ili za nekog drugog."

## Osude
Bivša građanska akcija Hrvatsko nacionalno etičko sudište optužila je i 18. travnja 2015. jednoglasno etički osudila Stjepana Mesića zbog veleizdaje Hrvatskih nacionalnih interesa jer je primjerice kao zastupnik u Saboru SR Hrvatske, iznimno žestoko progonio hrvatske znanstvenike i kulturne djelatnike koji su potpisali Deklaraciju o nazivu i položaju hrvatskog književnog jezika, što je u prvoj polovici 1990-ih kao visoki državni dužnosnik Republike Hrvatske međunarodno kompromitirao Hrvatsku kad je tijekom javnih okupljanja u hrvatskom iseljeništvu držao proustaške govore i pjevao ustaške pjesme, u proljeće 1994. kao Predsjednik Zastupničkog doma Hrvatskog sabora sudjelovao u pokušaju izvođenja državnog udara, te je od tada sudjelovao u pokretanju i daljnjim konstruiranju optužnice protiv države Hrvatske za počinjenje navodnog udruženog zločinačkog pothvata te što je 1998. bio svjedok protiv Republike Hrvatske pred ICTY u Den Haagu, a u razdoblju od kad je bio predsjednik Republike Hrvatske (2000. – 2010.) bio je jedan od glavnih promicatelja optužbe protiv Hrvatske....i dr.
U Hagu je tvrdio da su se Slobodan Milošević i dr. Franjo Tuđman na Sastanku u Karađorđevu navodno dogovorili o podjeli Bosne i Hercegovine, te potom izvršili agresiju i najteže ratne zločine. Nakon svjedočenja kao zaštićeni svjedok u Haagu i učestalih djelomičnih objava njegova svjedočenja, u sklopu drugih promjena Kaznenoga zakona pojavila se 2004. godine jednokratna odredba "Otkrivanje identiteta zaštićenog svjedoka". Manje od dvije godine kasnije, u siječnju 2006., taj je status ukinut te je Mesićevo svjedočenje postalo javna, svima dostupna informacija.

## Privatni život
Stjepan Mesić je oženjen s Milkom Mesić. Imaju dvije kćeri, Dunju i Sašu.

## Djela
- Kako smo srušili Jugoslaviju: politički memoari posljednjeg predsjednika Predsjedništva SFRJ, 1992.

- Kako je srušena Jugoslavija: politički memoari, 2. izd., 1994.
- Der Verfall Jugoslawiens, (prijevod na njemački: Erna Ferenđa i ini), 1994.
- The demise of Yugoslavia: a political memoir (prijevod na engleski: Milena Benini, 2004.
- Si është shkatërruar Jugosllavia: (memoare politike) (prijevod na albanski: Xhelal Fejza), 2006.

- Rat u Hrvatskoj i Bosni i Hercegovini: 1991. – 1995. (autor Dušan Bilandžić, Mesić je jedan od ostalih autora), 1999.
- Dnevnici Radija "Slobodna Evropa": 1994. – 2000. (ur. Mile Stojić i Ivan Lovrenović), 2001. (suautor)
- Hrvatska - stoto Papino putovanje, 2003. (suautor)
- 50 godina trgovačkih sudova u Republici Hrvatskoj 1954. – 2004. (ur. Borislav Blažević), 2004. (suautor)
- Čemu dijalog povjesničara - istoričara? (osam skupova: 1998. – 2003. i osam knjiga/zbornika radova: 2000. – 2004.) (prir. Igor Graovac), 2005. (suautor)
- Conflict and renewal: Europe transformed, 2007. (suautor)
- Latvija un Otra pasaules kara beigas Eiropa: atzimejot nacistu kapitulacijas 60. gadadienu, 2007. (Mesić je autor dodatka Horvatijas Republikas prezidenta Stjepana Mesiča 2005. gada 8. marta vestule)
- Poruke, 2007.
- Doba ekonomske diplomacije (autorica Jasna Plevnik), 2010. (Stjepan Mesić je među ostalim autorima)
- Hrvati u BiH: ustavni položaj, kulturni razvoj i nacionalni identitet (ur. Ivan Markešić), 2010. (suautor)
- Kina na Balkanu, 2013. (ostali autori: Jasna Plevnik, Ljubo Jurčić)
- Progon i nacionalno buđenje – borba za demokratsku Hrvatsku, 2023.

## Vanjske poveznice
- Predsjednik udruge "Bolji Split" Jure Papić, predsjedniku Mesiću uručio je povelju počasnog člana za doprinos u kulturi u RH i Gradu Splitu te promicanju ciljeva Udruge Bolji Split [neaktivna poveznica]

|  | Zajednički poslužitelj ima još gradiva o temi Stjepan Mesić |
|  | Wikicitati imaju zbirke citata o temi Stjepan Mesić         |

- Stranica predsjednika Hrvatske